# Brich dem Hungrigen dein Brot
Brich dem Hungrigen dein Brot (BWV 39) is een religieuze cantate gecomponeerd door Johann Sebastian Bach.

## Programma
De cantate is gecomponeerd voor de eerste zondag na Trinitatis. Op deze dag wordt in de kerken traditioneel de Bijbelverhalen uit Lucas 16:19-31 (de Gelijkenis van de rijke man en Lazarus) en 1 Johannes 4:16-21. Beide Bijbellezingen gaan over het zorgen voor anderen. De cantate werd voor het eerst uitgevoerd op 23 juni 1726 en valt onder de derde cantatejaargang. Zie ook de cantatekalender.

## Tekst
De cantate bestaat uit twee delen, het eerste (tot en met de eerste aria) werd voor de preek gespeeld en het tweede deel na de preek.
1. Koor: Brich dem Hungrigen dein Brot
2. Recitatief: Der reiche Gott wirft seinen Überfluss
3. Aria: Den wir dorten bringen ein
4. Aria: Wohlzutun und mitzuteilen vergesset nicht
5. Aria: Höchster, was ich habe
6. Recitatief: Wie soll ich dir, o Herr, denn sattsamlich vergelten
7. Koraal:Selig sind, die aus Erbarmen

## Muzikale bezetting
Solisten: sopraan, alt en bas.

Coro (sopraan, alt, tenor, bas), Flauto dolce I/II, Oboe I/II, Violino solo, Violino I/II, Viola, Continuo

## Toelichting
De tekst van het openingskoor is afkomstig uit het Bijbelboek Jesaja 58:7-8:
Is het niet: je brood delen met de hongerige, onderdak bieden aan armen zonder huis, iemand kleden die naakt rondloopt, je bekommeren om je medemensen? Dan breekt je licht door als de dageraad, je zult voorspoedig herstellen. Je gerechtigheid gaat voor je uit, de majesteit van de HEER vormt je achterhoede.— Nieuwe Bijbelvertaling
Opvallend in de muziek is het steeds voorkomen van twee gelijke noten direct na elkaar: hiermee is door Bach mogelijk het in tweeën gebroken brood weergegeven.